# 规则方六顶虫
规则方六顶虫（学名：Cubotholus regularis）为圆顶虫科方六顶虫属的动物。分布于中太平洋以及西沙群岛等。